# 安妮·萊柏維茲
安娜-露·萊柏維茲（英語：Anna-Lou Leibovitz，1949年10月2日—）是一名美國肖像攝影師。

## 生平

### 早年與教育
安妮·萊柏維茲出生於康乃狄克州沃特伯里，在家裡六個小孩中排行第三。她是美國猶太移民的第三代，其曾祖父母來自中歐和西歐；她父親的脈系是羅馬尼亞移民。她的母親瑪麗蓮·萊柏維茲是一位現代舞老師，有愛沙尼亞的猶太血統；父親山姆·萊柏維茲則是美國空軍中校。安妮幼時因父親職務的原因，時常舉家遷徙，她的第一張攝影作品便是越戰期間，在父親被派駐的菲律賓所拍攝。
高中時期，安妮對各種藝術活動產生極大興趣，開始投入寫作和音樂。她進入舊金山藝術學院就讀，研攻繪畫，並遇到對她往後藝術生涯影響深遠的老師莎夏·蜜雪兒。在持續學習攝影技巧的同時，安妮也兼職多種工作，例如1969年曾在以色列的吉布茨上班數個月。

### 攝影生涯
1970年返回美國後，安妮進入初創不久的《滾石》雜誌旗下擔任雇傭攝影師。1973年，發行人簡·溫納將她擢升為首席攝影師。直到1983年離職，安妮在雜誌社的十年攝影生涯，大量由她掌鏡、細膩而親暱的名人肖像照為《滾石》雜誌塑造了明確風格。在《滾石》工作期間，安妮的作品影響後來無數雜誌。此外，她也明白，攝影師能夠為雜誌社工作，同時鑽研於個人作品；對她而言，能夠與愛她以及「願意打開他們的心房和靈魂、與妳共存」的人一起工作，是一種更為親密的關係，使攝影能更生動而深刻地訴說，也是她最主要的追求。
亨利·卡蒂爾-布雷松影響安妮極深。「他的個人詮釋風格——以一種視覺、圖解的方式——是我們所試著追趕的。」
1971年至1972年，安妮受邀擔任「滾石'75年美國巡迴演唱會」的攝影師，在舊金山為滾石樂團進行影像紀錄。其中她最滿意的作品，是一張米克·傑格在電梯裡的相片。

#### 約翰·藍儂，1980年
1980年12月8日安妮在《滾石》為約翰·藍儂拍攝封面肖像照，《滾石》要求為藍儂獨照，但藍儂堅持和小野洋子共同登上雜誌封面。於是安妮決定再次打造類似她十分喜愛的《雙重幻想曲》專輯封面上，藍儂和小野的親吻鏡頭。她讓藍儂褪去衣服，在小野身旁蜷曲身體。安妮回憶道，「有趣的是，她說她要脫掉她的上衣，但我說：『全都穿著吧』——我其實完全沒有構圖。然後他蜷起身子、接近小野，那真是非常、非常強烈。你無法克制，感受到她的冷，而他看起來是如此依戀、纏賴著她。我覺得第一張拍立得令人大為驚艷，他們都非常興奮。約翰說，『妳精準地捕捉了我們的關係。答應我它會登上封面。』我直視著他的雙眼，我們都深深感到震撼。」安妮是最後一位正式為藍儂拍照的攝影師；他在五個小時後被槍殺逝世。
2009年，約翰和小野的兒子西恩·藍儂與女友夏洛蒂·肯普·穆爾重新詮釋這張照片，使其中男女角色顛倒（男衣、女裸）。照片由亨利·龐德和山姆·泰勒-伍德掌鏡，收錄在1993年10月26日的《英國青年藝術家》（YBA）模仿作品系列。

### 私人生活
1989年萊柏維茲與苏珊·桑塔格展開了戀情，但這段戀情在2003年（即桑塔格臨終前一年）結束了，但兩人到桑塔格死時仍是朋友。

### 2017年-至今
2017年，Annie Leibovitz推出了影集《Annie Leibovitz: Portraits 2005–2016》，她接受訪問時，分享經典名人照片背後的意念。並表示今次的專集特別收錄了她拍攝的女性人物。書中以希拉莉作結，令她十分興奮，她希望有日能夠在白宮為希拉莉照相。

## 著名作品

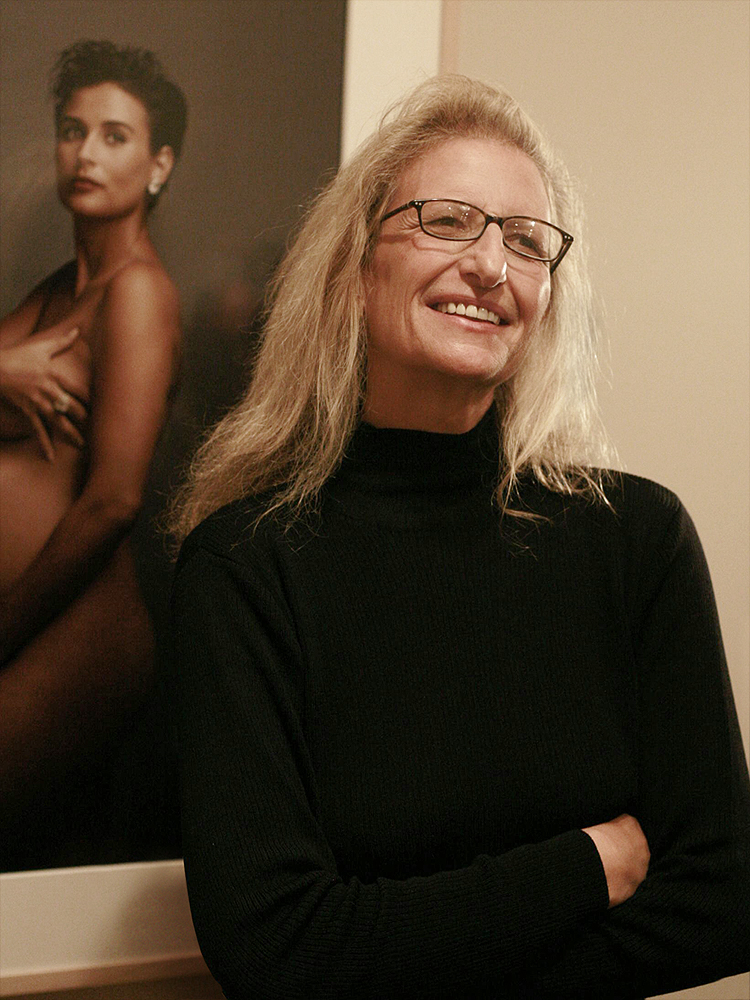
萊柏維茲在她的2008年《浮華世界》封面照片〈More Demi Moore〉作品前

- 約翰·藍儂和小野洋子，1981年1月22日《滾石》雜誌封面，攝於藍儂逝世當天。[11]
- 琳達·朗絲黛，著紅色襯裙、趴身床鋪，伸手拿取床邊的水杯；1976年《滾石》雜誌封面故事。[12]
- 兩度與黛咪·摩爾在《浮華世界》封面合作：1991年8月拍攝摩爾懷孕的裸照，以及1992年8月，摩爾裸身、由藝術家繪製上衣。[13]
- 佛利伍麥克1977年《滾石》雜誌照片：史蒂薇·尼克斯和米克·弗利特伍德相擁而臥，克莉絲汀·麥克維和林賽·白金漢在床的另一端，約翰·麥克維手持一本《花花公子》雜誌。[14]
- 琥碧·戈柏浸身在裝滿牛奶的浴缸內，自上俯攝。
- 克里斯多，全身以繃帶綑綁；讀者必須閱讀內文才能得知照片主角的身分。
- 大衛·卡西迪《滾石》雜誌照片：半身裸照。
- 桃莉·巴頓面朝鏡頭擺弄姿勢，阿諾·史瓦辛格在她的背後弓曲二頭肌。
- 丹·艾克洛德和約翰·貝魯西合組的藍調兄弟合唱團，兩人將臉部塗藍。
- 綺拉·奈特莉和史嘉蕾·喬韓森兩人裸身，與著全套西裝的湯姆·福特；2006年3月號的《浮華世界》好萊塢發行版本封面。
- 北極熊克努特和美國演員李奧納多·狄卡皮歐，2007年《浮華世界》封面。
- 伊麗莎白二世2007年對美國國事訪問之際。
- 賈姬和瓊恩·柯林斯，坐於一輛豪華轎車內；1987年於洛杉磯。
- 史汀，身上塗抹淤泥，融於沙漠背景。
- 彼特·湯森的特寫近距肖像照，手部流血，扶著源源冒出真實紅色血液的右臉。
- 帕蒂·史密斯的《滾石》雜誌封面，背後豎立著火焰。
- 麥莉·希拉的《浮華世界》半裸照片，引發爭議。
- 強尼·戴普和凱特·摩絲於紐約美崙大酒店，1994年。摩絲裸身躺臥床上，戴普衣著完整的平躺於她的兩腿間，遮住她的腹部。
- 「迪士尼夢想肖像系列（英语：Disney Dream Portrait Series）」，2007年起為了宣傳迪士尼「百萬夢想年」（Year of a Million Dreams）而請名人扮成迪士尼角色的系列寫真作品，入鏡名人包括大衛·貝克漢、泰勒絲等。

## 外部連結
- A Photographer´s Life ANNIE LEIBOVITZ, literalmagazine.com.（英文）（法文）